# Смереківська сільська рада (Великоберезнянський район)
| Смереківська сільська рада — колишній орган місцевого самоврядування у Великоберезнянському районі Закарпатської області з адміністративним центром у с. Смереково. Сільській раді підпорядковані населені пункти: - с. Смереково |

## Склад ради
Рада складається з 12 депутатів та голови.

## Керівний склад сільської ради
| ПІБ                     | Основні відомості                                                                       | Дата обрання | Дата звільнення |
| ----------------------- | --------------------------------------------------------------------------------------- | ------------ | --------------- |
| Кирлик Оксана Семенівна | Сільський голова, 1966 року народження, освіта, позапартійна                            | 26.03.2006   | 31.10.2010      |
| Кирлик Оксана Семенівна | Сільський голова, 1966 року народження, освіта середня спеціальна, член Партії регіонів | 31.10.2010   |                 |

Примітка: таблиця складена за даними джерела

## Населення
Згідно з переписом УРСР 1989 року чисельність наявного населення сільської ради становила 413 осіб, з яких 203 чоловіки та 210 жінок.
За переписом населення України 2001 року в сільській раді мешкала 381 особа.

### Мова
Розподіл населення за рідною мовою за даними перепису 2001 року:
| Мова       | Відсоток |
| ---------- | -------- |
| українська | 99,74 %  |
| гагаузька  | 0,26 %   |